# 外交上の終結まで長期にわたった戦争の一覧

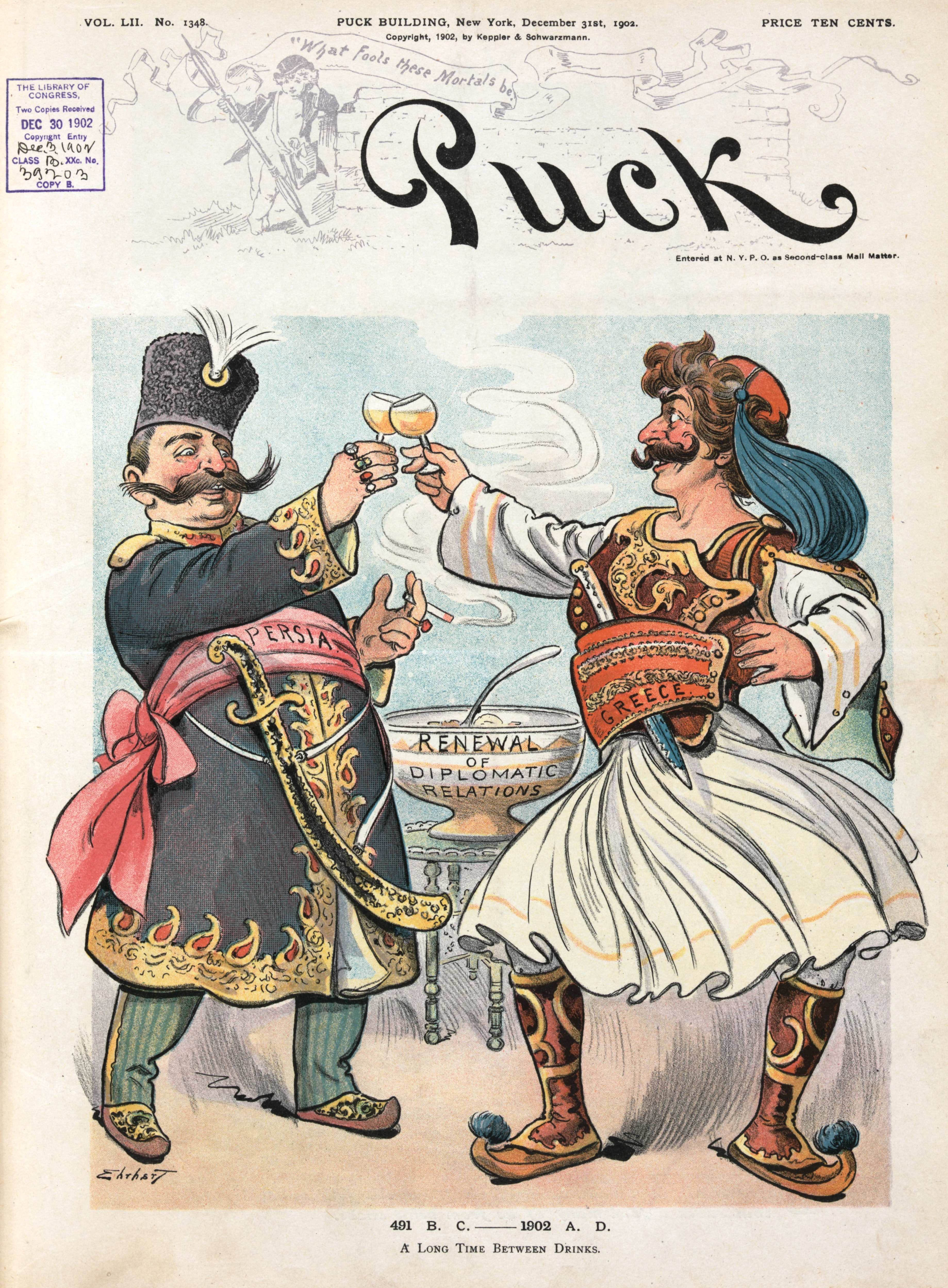
Puck誌に掲載された風刺画。紀元前490年に起きたペルシア戦争の勃発後中断していた、ギリシャとペルシアとの「国交回復」を祝っている。

この一覧では、「戦争において本来行われるべき、外交上の終結が行われなかったため、長期にわたって継続している」という主張が行われた戦争を記載する。これらの「戦争」は、実質的な戦闘状態にない状態が継続し、形骸化しているものや、厳密には国際法上の戦争とは定義できないという主張があるものも含まれる。またこうした戦争の「講和」に関しても実際の国際法上の講和ではない単なるお祭り的なものであることもある。
継続的な紛争によって戦闘が断続的に発生しているものや、和平が試みられたにもかかわらず成功していない状態が続くものは含まれない（朝鮮戦争など）。

## 該当する戦争の一覧
| 交戦国                              | 歴史上の呼称     | 戦争開始年  | 戦争終止年  | 戦争終結年 | 概要 |
| ----------------------------------- | ---------------- | ----------- | ----------- | ---------- | --- |
| アテナイ vs スパルタ                | ペロポネソス戦争 | 紀元前431年 | 紀元前404年 | 1996年     | アテナイが降伏しても平和条約は結ばれず1996年両市長が象徴的な平和条約の締結に合意した。 |
| 共和政ローマ vs カルタゴ            | ポエニ戦争       | 紀元前264年 | 紀元前146年 | 1985年     | 紀元前146年にローマ人がカルタゴを占領して破壊した際、古代ローマとカルタゴは互いに平和条約を締結する事はなかった。1985年になって、ローマとカルタゴの市長が平和条約を締結し、友好協定を結んだ。 |
| シリー諸島 vs オランダ              | 第一次英蘭戦争   | 1651年      | 1654年      | 1986年     | ミヒール・デ・ロイテル率いるネーデルラント連邦共和国（現在のオランダの前身）の海軍提督マールテン・トロンプは、当時イギリス王室軍の支配下にあった（正確には、英国領だったコーンウォールにあった）シリー諸島に対して、宣戦布告した。当時イングランドのほぼ全土は議会派の手にあったためである。背景には、王党派と共和派との間で起きたイングランド内戦の期間中に国王軍所属の海賊による威嚇を、ネーデルラントが受けていた事があった。ただし、シリー諸島は国家でもなく、ネーデルラントとイングランドは、1651年に戦争状態に入り、1654年にウェストミンスター条約を締結して講和している。1986年4月17日にオランダ大使がシリー諸島に招かれて「平和条約」が締結され、この戦争にも終止符が打たれた。ただし、ロイテル提督に宣戦布告の権限はなく、仮に戦争状態が発生していても1654年のウェストミンスター条約で終結していたという指摘もある。 |
| ウェスカル vs デンマーク            | 半島戦争         | 1809年      | 1814年      | 1981年     | 1809年11月11日、スペインのウェスカル議会は、デンマーク＝ノルウェーに対して宣戦を布告した。これはデンマークが半島戦争においてフランス帝国を支援していたためである。1981年に地元の郷土史家によって発見されるまで、この戦争が宣戦布告されていた事は忘れ去られていた。1981年11月11日、ウェスカル市においてウェスカル市長と駐スペインデンマーク大使との間で平和条約が交わされ、ようやく終結した。172年もの間、武器を交える事がなく、それ故に1人の死傷者も出さなかった奇妙な戦争だった。 |
| モンテネグロ公国 vs 大日本帝国      | 日露戦争         | 1904年      | 1905年      | 2006年？   | 日露戦争では、1905年にモンテネグロ公国は日本に宣戦布告し、ロシア軍とともに戦うため義勇兵を満州に派遣していた。しかし実際には戦闘に参加しなかったことから、その宣戦布告は無視され、講和会議には招かれなかった。1918年にモンテネグロ公国は消滅したが、国際法上は、モンテネグロ公国と日本は戦争を継続しているという奇妙な状態になった。日本政府は、2006年に提出された衆議院議員鈴木宗男の質問主意書に対する答弁書において「千九百四年にモンテネグロ国が我が国に対して宣戦を布告したことを示す根拠があるとは承知していない。」と回答している。2006年6月3日のモンテネグロ独立宣言に際し、日本政府は、6月16日に独立を承認し、山中燁子外務大臣政務官を総理特使として派遣した。UPI通信は6月16日、ベオグラードのB92ラジオのニュースを引用し、特使は独立承認と100年以上前に勃発した日露戦争の休戦の通達を行う予定と報道したが、日本国外務省からは、特使派遣報告をはじめとして日露戦争や休戦に関連する情報は出されていない。また、2023年現在、両国において宣戦布告の証拠が発見されたことはないため、宣戦布告自体が事実でない可能性もある。日本とモンテネグロの関係も参照のこと。 |
| アンドラ公国 vs ドイツ帝国          | 第一次世界大戦   | 1914年      | 1918年      | 1958年     | 1993年の正式独立まで、アンドラはフランス大統領とスペインのウルヘル司教を共同君主とする共同主権地域であった。第一次世界大戦において、アンドラはドイツと戦争状態に入ったが、パリ講和会議に参加しておらず、戦争状態が続いたとされることがある。この終戦の時期は1950年代であるという説から、1930年代・1940年代とまちまちでハッキリとした証拠は見つかっていない。なお2014年に公表された歴史家の調査では、アンドラがドイツに宣戦布告及び第一次世界大戦に参戦していたという公的記録は、アンドラにもドイツにも存在していないことが判明している。そのため「アンドラは第一次世界大戦に参戦していた」という事自体がそもそも間違いの可能性がある。 |
| コスタリカ vs ドイツ帝国            | 第一次世界大戦   | 1918年      | 1918年      | 1945年     | コスタリカは1918年5月23日にドイツに宣戦しているが、1917年8月に成立したフェデリコ・チノコ・グラナドスの政権をイギリスおよびアメリカ政府は承認していなかったため、パリ講和会議に招請されなかった。1919年9月にチノコ政府が崩壊した後、新政府はチノコ政府の諸決定を無効とする措置を執っている。しかしドイツとコスタリカにおいては個別の和平合意がおこなわれていないため戦争状態が終結していない事になる。第二次世界大戦においてコスタリカは連合国として参戦し、ドイツとの戦争状態にあるとした連合国共同宣言の原署名国となっている。 |
| 連合国 (第二次世界大戦) vs ドイツ国 | 第二次世界大戦   | 1939年      | 1945年      | 1990年     | ナチス・ドイツの敗北後、連合国はベルリン宣言によって、ドイツの中央政府は存在しないと宣言し、その後占領統治のさなか、ドイツ占領地域は分裂する事態になった（いわゆる西ドイツと東ドイツ）。その後1951年7月9日と7月13日にはイギリスとフランスが、10月24日にはアメリカがドイツとの戦争状態終結を宣言した。また西側連合国とイタリアも戦争状態終了に追随している。1955年1月25日にはソ連がドイツとの戦争状態終結を宣言している。しかし、すべての戦争当事者にナチス・ドイツの継承国であると認められた「ドイツ」は冷戦期を通じて存在しなかったために正式な平和条約は結ばれず、1990年9月12日にドイツ最終規定条約が締結されることによって正式な戦争状態が終了した。 |